# عمر بن سعد
عمر بن سعد (نام کامل: ابوحفص عمر بن سعد بن ابی‌وقاص مالک بن اهیب بن عبدمناف بن زهرة بن کلاب)، از تابعین محمد پیامبر اسلام بود که شوهرخواهر مختار ثقفی نیز بود و خواهر ناتنی وی به نام جاریه (فرزند ابوعبید ثقفی) همسر او بود.
پدرش سعد بن ابی‌وقاص از نامداران عرب بود که در نبرد قادسیه سپاه اسلام را فرماندهی می‌کرد. در زمان خلافت یزید بن معاویه، عبیدالله بن زیاد در ازای مقابله با حسین بن علی که عازم کوفه شده بوده به او وعده‌ی حکومت بر ری را داد، هر چند که هیچ‌گاه این وعده عملی نشد.
پیش از نبرد کربلا عمر بن سعد از طرف ابن زیاد ماموریت یافت که حسین بن علی  و همراهانش را وادار به بیعت با یزید کند اما مذاکرات با حسین به نتیجه نرسید و وی حاضر به بیعت با عبیدالله بن زیاد نشد. لشکر عمر سعد در ۱۰ محرم سال ۶۱ هجری قمری به حسین و خانواده‌اش حمله کرد و بیش از هفتاد تن از یاران او را کشت و اهل بیت او را به اسارت گرفتند. وی تا زمان قیام مختار ثقفی خانه‌نشین شد و سرانجام در سال ۶۶ هجری در کوفه به فرمان مختار ثقفی و توسط عبدالله بن کامل شاکری کشته شد.
«عمر بن سعد» از جمله نام‌هایی است که در زیارت عاشورا مورد لعن و نفرین قرار گرفته‌ است.

## در رسانه
| نام بازیگر            | نوع اثر  | نام اثر        | سال تولید |
| --------------------- | -------- | -------------- | --------- |
| انوشیروان ارجمند      | سریال    | روایت عشق      | ۱۳۶۴      |
| ؟                     | سریال    | تنهاترین سردار | ۱۳۷۵      |
| حسین سحرخیز           | سریال    | آخرین دعوت     | ۱۳۸۷      |
| مهدی فخیم زاده        | سریال    | مختارنامه      | ۱۳۸۱-۱۳۸۹ |
| حسن پورشیرازی         | سینمایی  | رستاخیز        | ۱۳۹۱      |
| محمد ابهری            | تله فیلم | ستاره خضراء    | ۱۳۸۶      |
| کوروش زارعی           | تله فیلم | روشنی صبحدم    | ۱۳۸۹      |
| حسین عرفانی (صداپیشه) | انیمیشن  | ناسور          | ۱۳۹۴      |